# Relazioni bilaterali tra Colombia e Italia
Le relazioni tra Colombia e Italia sono relazioni diplomatiche estere tra Colombia e Italia. La Colombia ha un'ambasciata a Roma e un consolato generale a Milano. L'Italia ha un'ambasciata a Bogotá e 4 consolati onorari (a Barranquilla, Cali, Cartagena e Medellín).
Entrambi i paesi erano membri a pieno titolo dell'Unione latina.

## Ambasciata colombiana a Roma
L'ambasciata della Colombia a Roma è la missione diplomatica della Repubblica di Colombia nella Repubblica Italiana; è diretto dall'ambasciatore della Colombia in Italia. Si trova nel quartiere Flaminio del Municipio II di Roma, appena fuori dalle Mura Aureliane vicino a Piazza del Popolo, Colle Pincian e Santa Maria dei Miracoli e Santa Maria in Montesanto, precisamente in Via Giuseppe Pisanelli, 4
L'ambasciata è anche accreditata in Albania, Cipro, Grecia, Malta e San Marino.